# Pinus patula
El Pinus patula és una espècie de conífera de la família Pinaceae endèmica del centre de Mèxic.

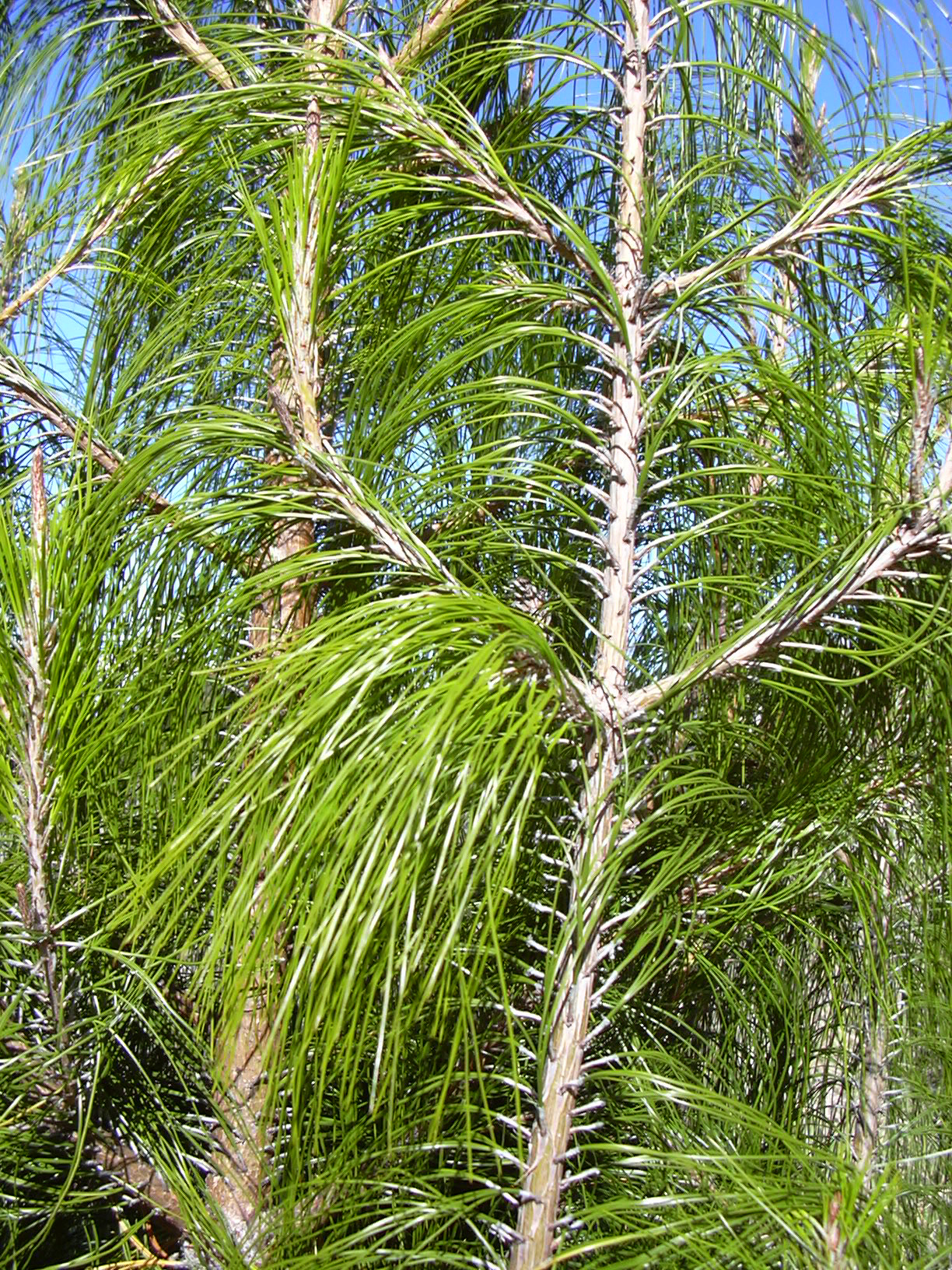
Detalls de les acícules

## Descripció
Arbre 20 a 40 m d'alt, escorça papiràcia, esquamosa i vermellenca. Les seves pinyes pengen en grups de tres a sis.

## Distribució i hàbitat
Creix des dels 24° a 18° de latitud nord i entre els 1800 i 2700 m sobre el nivell del mar. No suporta grans períodes de temperatures tan baixes com -10 °C, però de vegades les resisteix i encara de més baixes. És moderadament tolerant a la secada ho és més que Pinus taeda. El rang de pluviometria va des dels 750 a 2000 mm anuals.

## Cultiu i usos
Se l'explota principalment per la bona qualitat del paper que se'n fa i ha estat introduït a moltes parts del món.
 és plantat amb finalitats de forestació en terres abans cobertes de matollar.

## Propietats
De Pinus patula se n'extreu una oleoresina on s'ha identificat els monoterpens canfè, alcanfor, paracimen, acetat de geraniol, mircè, transtocimè, alfa i beta-felandrè, alfa i beta-pinè, sabinè, alfa-terpinè i alfa-terpineol; els triterpens àcids abiètic, eliotinoic, leucopimàric, mercúsic, palústric, pimàric, iso, i iso-delta-8-9-compost, i sandaracopimàric; els sesquiterpens cariofilè i longifolè, i el compost fenílic estragol.

## Etimologia
patula: epítet específic llatí que significa "estesa".

## Sinonímia
- Pinus longipedunculata (Loock ex Martínez) Businský[4][5]